# Bilaguli, Mandya
Bilaguli là một làng thuộc tehsil Mandya, huyện Mandya, bang Karnataka, Ấn Độ.